# 海フェスタ
海フェスタ（うみフェスタ）は、「海の恩恵に感謝し、海洋国日本の繁栄を願う日」という「海の日」本来の意義を再認識するための行事として、毎年夏に開催されている。

## 概要
「海の日」を中心とした約1週間程度の期間、記念式典、祝賀会、シンポジウム等を中心に、船の一般公開や体験航海、マリンスポーツ、コンサートなど、海に関するさまざまなイベントを開催している。1986年（昭和61年）から、主要港湾都市において「海の祭典」として行われていたが、2003年（平成15年）に「海の日」が国民の祝日として7月の第3月曜日となったことに伴い「海フェスタ」に改称している。
例年、記念式典には皇族からの出席がある他、ミス日本コンテストの表彰項目の1つである「ミス日本・海の日」の当該年受賞者（年度によってはグランプリを含む他各賞の受賞者も）も参列する。

### 「海フェスタ」開催
| 開催年             | 回数           | 開催都市                                                                | 皇族の出席               |
| ------------------ | -------------- | ----------------------------------------------------------------------- | ------------------------ |
| 2003年（平成15年） | 第1回          | 兵庫県神戸市                                                            | 秋篠宮文仁親王・同妃紀子 |
| 2004年（平成16年） | 第2回          | 福岡県福岡市                                                            | 秋篠宮文仁親王・同妃紀子 |
| 2005年（平成17年） | 第3回          | 沖縄県那覇市                                                            | 秋篠宮文仁親王・同妃紀子 |
| 2006年（平成18年） | 第4回          | 富山県富山市                                                            | 秋篠宮文仁親王           |
| 2007年（平成19年） | 第5回          | 愛知県名古屋市                                                          | 秋篠宮文仁親王・同妃紀子 |
| 2008年（平成20年） | 第6回          | 岩手県大船渡市・陸前高田市・釜石市・住田町・大槌町                      | 秋篠宮文仁親王・同妃紀子 |
| 2009年（平成21年） | 第7回          | 神奈川県横浜市                                                          | 秋篠宮文仁親王・同妃紀子 |
| 2010年（平成22年） | 第8回          | 長崎県長崎市・五島市・新上五島町                                        | 秋篠宮文仁親王・同妃紀子 |
| 2012年（平成24年） | 第9回          | 広島県尾道市 ・福山市・三原市                                           | 秋篠宮文仁親王・同妃紀子 |
| 2013年（平成25年） | 第10回記念大会 | 秋田県男鹿市 ・秋田市・潟上市・三種町・大潟村                           | 秋篠宮文仁親王・同妃紀子 |
| 2014年（平成26年） | 第11回大会     | 京都府舞鶴市 ・福知山市・綾部市・宮津市・京丹後市・伊根町・与謝野町     | 秋篠宮文仁親王・同妃紀子 |
| 2015年（平成27年） | 第12回大会     | 熊本県熊本市 ・天草市・荒尾市・宇城市・宇土市・上天草市・玉名市・長洲町 | 秋篠宮文仁親王・同妃紀子 |
| 2016年（平成28年） | 第13回大会     | 愛知県豊橋市 を中心とした5市2町1村                                      | 秋篠宮文仁親王・同妃紀子 |
| 2017年（平成29年） | 第14回大会     | 兵庫県神戸市                                                            | 秋篠宮文仁親王・同妃紀子 |
| 2018年（平成30年） | 第15回大会     | 新潟県新潟市、佐渡市、聖籠町の2市1町                                    | 秋篠宮文仁親王・同妃紀子 |
| 2019年（令和元年） | 第16回大会     | 静岡県静岡市                                                            | 秋篠宮文仁親王・同妃紀子 |

### 「海の祭典」過去の開催
| 開催年             | 回数   | 開催都市             | 皇族の出席               |
| ------------------ | ------ | -------------------- | ------------------------ |
| 1986年（昭和61年） | 第1回  | 福岡県北九州市       | 礼宮文仁親王             |
| 1987年（昭和62年） | 第2回  | 兵庫県神戸市         | 礼宮文仁親王             |
| 1988年（昭和63年） | 第3回  | 愛知県名古屋市       | 礼宮文仁親王             |
| 1989年（平成元年） | 第4回  | 神奈川県横浜市       | 浩宮徳仁親王             |
| 1990年（平成2年）  | 第5回  | 東京都               | 明仁天皇・美智子皇后     |
| 1991年（平成3年）  | 第6回  | 新潟県新潟市         | 秋篠宮文仁親王・同妃紀子 |
| 1992年（平成4年）  | 第7回  | 宮城県仙台市         | 秋篠宮文仁親王・同妃紀子 |
| 1993年（平成5年）  | 第8回  | 北海道小樽市         | 秋篠宮文仁親王・同妃紀子 |
| 1994年（平成6年）  | 第9回  | 大阪府大阪市         | 秋篠宮文仁親王・同妃紀子 |
| 1995年（平成7年）  | 第10回 | 鹿児島県鹿児島市     | 秋篠宮文仁親王・同妃紀子 |
| 1996年（平成8年）  | 第11回 | 三重県四日市市       | 秋篠宮文仁親王・同妃紀子 |
| 1997年（平成9年）  | 第12回 | 徳島県徳島市         | 秋篠宮文仁親王・同妃紀子 |
| 1998年（平成10年） | 第13回 | 広島県広島市         | 秋篠宮文仁親王・同妃紀子 |
| 1999年（平成11年） | 第14回 | 福井県敦賀市         | 秋篠宮文仁親王・同妃紀子 |
| 2000年（平成12年） | 第15回 | 静岡県静岡市         | 出席なし                 |
| 2001年（平成13年） | 第16回 | 青森県青森市         | 秋篠宮文仁親王・同妃紀子 |
| 2002年（平成14年） | 第17回 | 石川県金沢市・七尾市 | 秋篠宮文仁親王・同妃紀子 |